# PasCocoa
 (septembre 2023).
Si vous disposez d'ouvrages ou d'articles de référence ou si vous connaissez des sites web de qualité traitant du thème abordé ici, merci de compléter l'article en donnant les références utiles à sa vérifiabilité et en les liant à la section « Notes et références ».
 (septembre 2023).
PasCocoa est un compilateur libre. Il étend le langage FreePascal pour permettre d'exécuter du code écrit en Objective-C. La syntaxe ajoutée permet de créer une liaison (binding) entre Cocoa, et le Pascal Objet (FreePascal, Delphi).